# Bon Rétablissement !
Pour plus de détails, voir Fiche technique et Distribution.
Bon Rétablissement ! est un film français réalisé par Jean Becker, sorti en 2014.
Le film est une adaptation cinématographique du roman Bon Rétablissement de Marie-Sabine Roger connue aussi pour La Tête en friche, adapté également au cinéma par Jean Becker avec Gérard Depardieu dans le rôle principal.

## Synopsis
À la suite d'un accident de voiture l'ayant projeté dans la Seine, Pierre se retrouve cloué au lit, à l'hôpital. Épicurien au caractère grognon, il aime le silence et la solitude. La vie de l'hôpital, avec ses allées et venues, n'est donc pas pour lui plaire. Blessé, il assiste impuissant à la tournée quotidienne des médecins, kinés, infirmières et personnels servant cafés et repas. Une jeune fille s'invite régulièrement dans sa chambre pour lui emprunter son ordinateur, ce qui l'énerve. Mais au fil de ces rencontres différentes, drôles ou tendres, Pierre s'adoucit et finira par s'ouvrir aux autres.

## Fiche technique
Titre : Bon Rétablissement !
- Réalisation : Jean Becker
- Scénario : Jean Becker, Jean-Loup Dabadie, Marie-Sabine Roger (auteur du roman Bon Rétablissement, Éditions du Rouergue, Rodez, 2012, 208 p.,  (ISBN 978-2812603495)
- Dialogues : Jean-Loup Dabadie
- Musique : Nathaniel Méchaly avec Vincent Peirani à l'accordéon
- Décors : Thérèse Ripaud
- Costumes : Annie Périer Bertaux
- Photographie : Jean-Claude Larrieu
- Son : Frédéric Ullman
- Montage : Jacques Witta, Frank Nakache
- Genre : comédie
- Durée : 81 minutes
- Dates de sortie :
  -  France : 17 septembre 2014

## Distribution
Sauf indication contraire, les informations mentionnées dans cette section peuvent être confirmées par la base de données cinématographiques IMDb,  présente dans la section « Liens externes ».

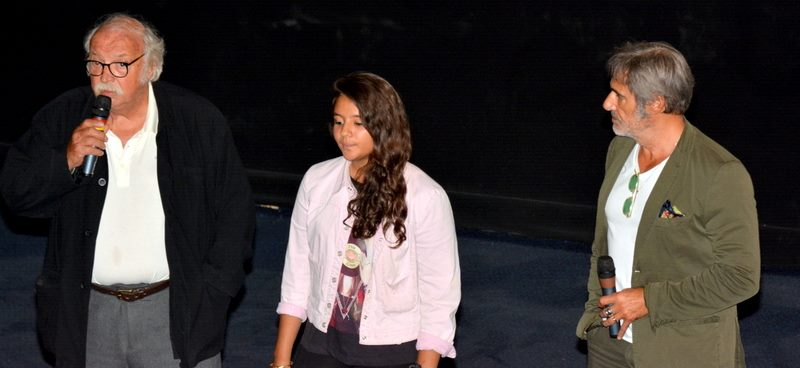
Le réalisateur Jean Becker, Mona Jabeur et Gérard Lanvin, à une avant-première du film.

- Gérard Lanvin : Pierre Laurent, un misanthrope hospitalisé à la suite d'un accident
- Fred Testot : Le capitaine de police Maxime Leroy
- Jean-Pierre Darroussin : Hervé Laurent, le frère cadet de Pierre
- Swann Arlaud : Camille, un jeune prostitué qui repêche Pierre
- Daniel Guichard : Serge, un vieux copain de Pierre
- Anne-Sophie Lapix : Florence, une pianiste classique, l'ex de Pierre
- Claudia Tagbo : Myriam, l'infirmière en chef
- Philippe Rebbot : Thierry, le kinésithérapeute
- Mona Jabeur : Maëva, l'ado pot-de-colle
- Louis-Do de Lencquesaing : le chirurgien
- Isabelle Candelier : Claudine Laurent, la femme d'Hervé
- Maurane : Françoise
- Irène Ismaïloff : Mathilde, la première dame de service
- Frédéric Sauzay : le père
- Lydia Fabien : la chanteuse
- Pauline Rodhain : l'hôtesse
- Kevin Levy : l'infirmier